# Tipula (Pterelachisus) middendorffi
Tipula (Pterelachisus) middendorffi is een tweevleugelige uit de familie langpootmuggen (Tipulidae). De soort komt voor in het Palearctisch gebied.